# Liste des ordres monastiques bouddhistes
 (janvier 2025).
Cet article présente une liste des ordres monastiques bouddhistes. Cette liste non exhaustive se concentre sur les pays d'Asie, le bouddhisme étant majoritairement pratiqué par les peuples asiatiques.

## Cambodge
- Mahânikây[1]
- Dhammayuttika Nikaya[1]

## Chine

### Tibet
- Tradition Gelug[2]
- Tradition Kadam (lignée éteinte)
- Tradition Sakya
- Tradition Kagyu
- Tradition Nyingma

## Inde
- Theravada[3]

## Népal
- Nyingmapa
- Sakyapa (les bonnets rouges)

## Thaïlande
- Mahânikây[1]
- Dhammayuttika Nikaya[1]

## Viêt Nam
- Tiep Hien
- Ordre de Thích Nhất Hạnh
- Dhammayuttika Nikaya[1]
- Mahanikay[1]

## voir aussi